# Liste der Monuments historiques in Chaumont-en-Vexin
Die Liste der Monuments historiques in Chaumont-en-Vexin führt die Monuments historiques in der französischen Gemeinde Chaumont-en-Vexin auf.

## Liste der Bauwerke
| Bezeichnung                | Beschreibung                           | Standort | Kennzeichnung | Schutzstatus | Datum | Bild           |
| -------------------------- | -------------------------------------- | -------- | ------------- | ------------ | ----- | -------------- |
| Kirche Saint-Jean-Baptiste |                                        | (Lage)   | PA00114586    | Classé       | 1913  | weitere Bilder |
| Château de Bertichères     | Schloss, erbaut im 16./17. Jahrhundert | (Lage)   | PA60000034    | Inscrit      | 1999  | weitere Bilder |

## Liste der Objekte

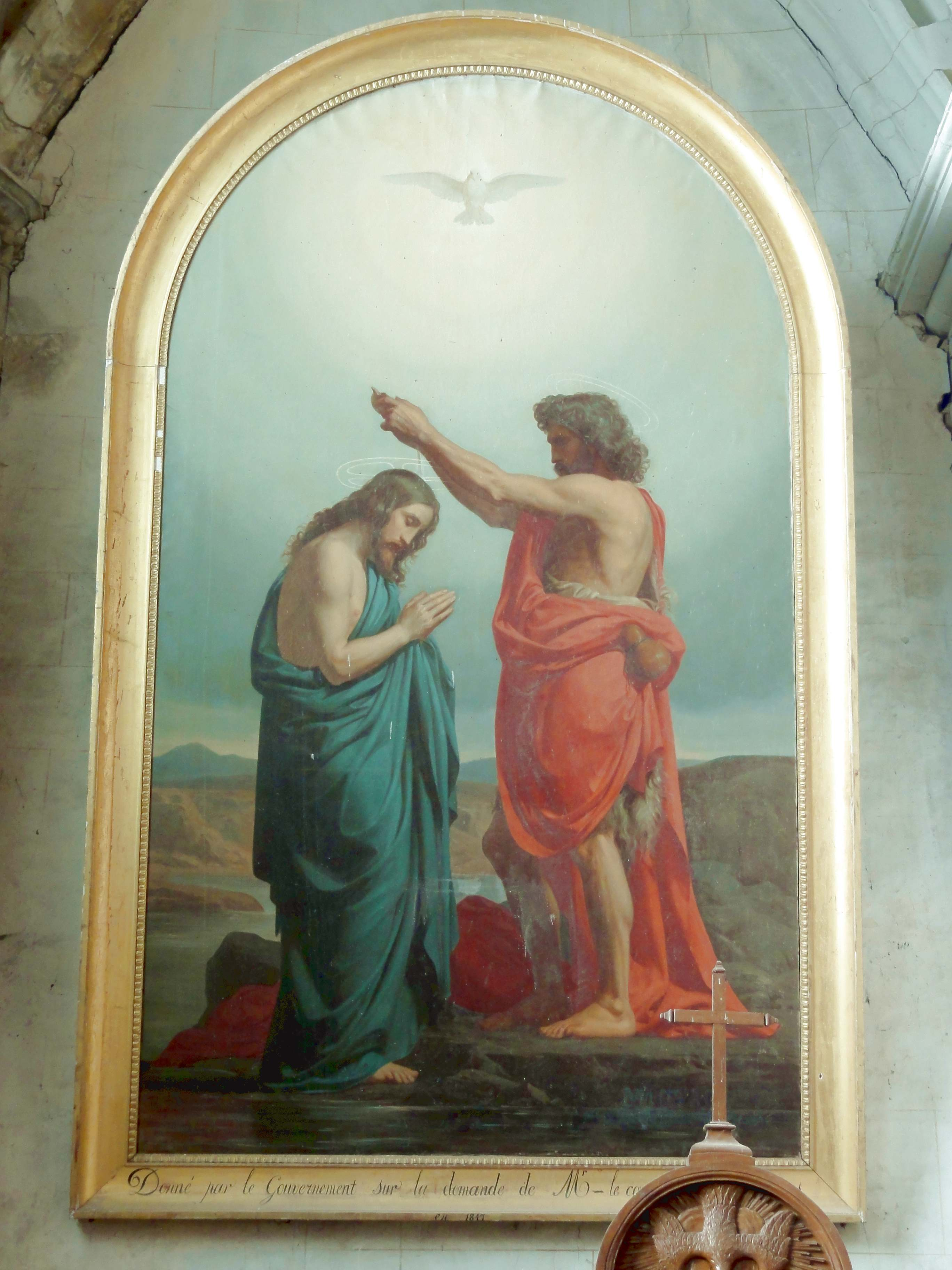
Gemälde Taufe Jesu (1847) von Paul-César Gariot in der Kirche Saint-Jean-Baptiste

- Monuments historiques (Objekte) in Chaumont-en-Vexin in der Base Palissy des französischen Kultusministeriums